# Arthur Barclay (Politiker)

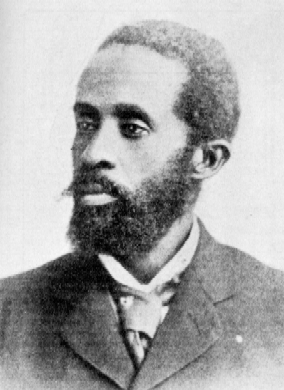
Arthur Barclay

Arthur Barclay (* 31. Juli 1854 in Bridgetown, Barbados; † 10. Juli 1938) war von 1904 bis 1912 15. Staatspräsident von Liberia.
Arthur Barclay wurde 1854 in Bridgetown, Barbados geboren. Später wanderte er nach Liberia aus. Unter Präsident Garretson W. Gibson hatte er dort das Amt des Finanzministers inne und wurde später dessen Nachfolger. Vom 4. November 1904 bis zum 1. Januar 1912 war Barclay Präsident von Liberia für die True Whig Party. In den späten 1920ern war er Mitglied einer Völkerbundskommission, die den Fernando-Po-Skandal zu untersuchen hatte.